# رودال (مؤسسة)

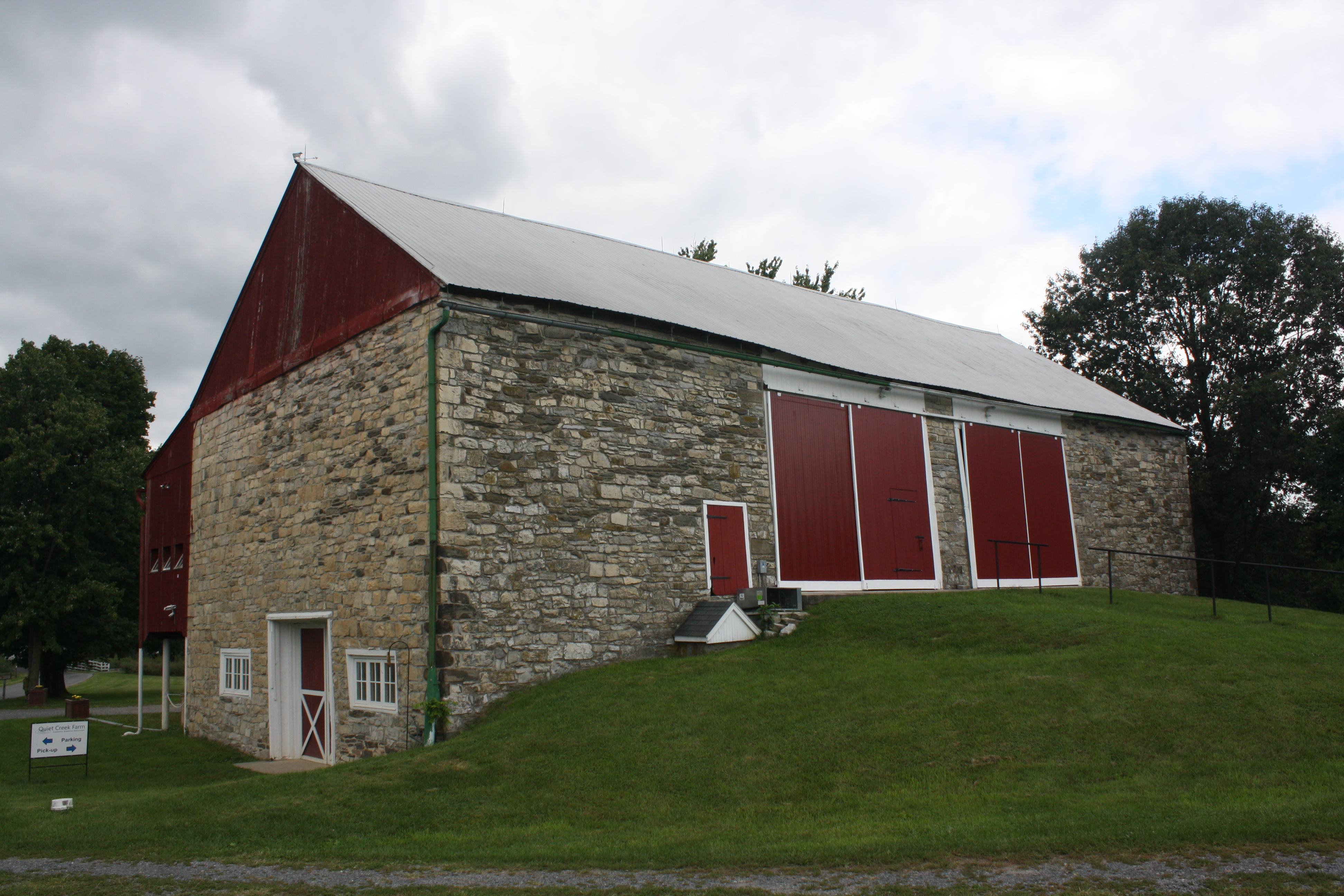

مؤسسة رودال هي مؤسسة أمريكية غير تجارية التي تدعم أبحاث الزراعة العضوية.
وقد تأسست هذه المؤسسة على يد جيروم ايرفينغ رودال في عام 1971 في غموس في ولاية بنسلفانيا. وقد اشترى روبرت رودال  333 فداناً ونقل المزرعة إلي موقعها الحالي في مقاطعة كوتيز تاون فيولاية بنسلفانيا.
تسعى مؤسسة رودال إلى نشر «ثورة خضراء» مستديمة، التي سوف تلبي الاحتياجات العالمية للتغذية السليمة  وايضا بأنها سوف تحد من انتشار المجاعات، كما أنها تحاول جاهدة لإيجاد حلول بيولوجية مستدامة لتغير المناخ.ولتحقيق هذا الهدف تؤكد مؤسسة رودال على اتباع الممارسات الزراعية السليمة وكذلك اشتراك وتعاون الفلاحيين لاستخدام تقنيات مثمرة لزيادة الأمن الغذائي على كل المستويات. يدور عمل المؤسسة حول الحاجة إلى بدائل زراعية منتجة بدلا من المبيدات الحشرية ومبيدات الأعشاب والأسمدة والتي تعرف بثمنها الباهظ، علاوة على ذلك أثبتت العديد من الدراسات أن هذه المبيدات لها تأثيرات خطيرة وغير متوقعه علي النظم البيولوجية للإنسان.بالتعاون مع المزارعين ونخبة من العلماء الزراعيين على الصعيدين الدولي والمحلي في ولايتي بنسلفانيا وماريلند  تمكن باحثي  المؤسسة من تكرار التجارب في مناطق جغرافية مختلفة وإفادة المزارعين بفرص وأساليب جديدة لتحسين الإنتاج العضوي والزراعة العضوية.
بالإضافة إلى ذلك يشترك أعضاء المؤسسة  مع قادة الصناعة وبرامج الشهادات العضوية وكذلك بعض المسؤولين على مستوى الولاية للمساعدة في تشكيل السياسة.علاوة على ما سبق تشترك المؤسسة بشكل استراتيجي كبير مع الكيانات الحكومية الأمريكية والاجنبية وكذلك تشترك مع الشركات والمؤسسات لتعزيز فرص الزراعة العضوية وتوسيع نطاق فوائد الزراعة العضوية لمزيد من الناس.